# Tecollotzin
Tecollotzin fue un tlatoque (gobernante) del altepetl de Coyoacán en el México del siglo XV.

## Familia

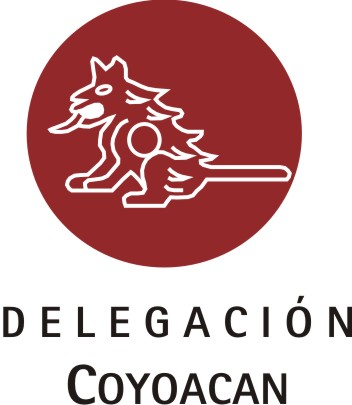
Glifo de Coyoacán, ciudad de Tecollotzin.

Era hijo del Maxtla, gobernante de Coyoacán, y nieto del gobernante Tezozómoc y de Tzihuacxochitzin I.
Su tía era Ayauhcíhuatl (emperatriz azteca) y su tío Cuacuauhpitzáhuac.
A la muerte de Tezozómoc en el año Doce Conejo (1426), su hijo Tayatzin se convirtió en rey, pero Maxtla tomó el poder en Azcapotzalco, dejando el gobierno de Coyoacán a Tecollotzin.

### Línea familiar
|  |  |  |  |  |  |  |  |  |  |  |  |  |  |  |  | Rey Xólotl      |  |  |  |  |  |
|  |  |  |  |  |  |  |  |  |  |  |  |  |  |  |  |                 |  |  |  |  |  |
|  |  |  |  |  |  |  |  |  |  |  |  |  |  |  |  | Cuetlaxochitzin |  |  |  |  |  |
|  |  |  |  |  |  |  |  |  |  |  |  |  |  |  |  |                 |  |  |  |  |  |
|  |  |  |  |  |  |  |  |  |  |  |  |  |  |  |  | Tezozómoc       |  |  |  |  |  |
|  |  |  |  |  |  |  |  |  |  |  |  |  |  |  |  |                 |  |  |  |  |  |
|  |  |  |  |  |  |  |  |  |  |  |  |  |  |  |  | Maxtla          |  |  |  |  |  |
|  |  |  |  |  |  |  |  |  |  |  |  |  |  |  |  |                 |  |  |  |  |  |
|  |  |  |  |  |  |  |  |  |  |  |  |  |  |  |  | Tecollotzin     |  |  |  |  |  |